# Casa de la Vila de Cerdanyola del Vallès
La Casa de la Vila de Cerdanyola del Vallès (Vallès Occidental) és inclosa en l'Inventari del Patrimoni Arquitectònic de Catalunya.

## Descripció
És un edifici de planta baixa i un pis, situat a la plaça de Francesc Layret, amb coberta de teula a dues vessants. La façana principal, de composició simètrica, té a la planta baixa un porxo d'accés d'arcs de mig punt, amb tres portes allindanades. Al pis hi ha una terrassa amb balustrada, amb tres obertures que mostren esgrafiats al voltant. La façana es completa amb un escut de la vila, situat al damunt de la finestra central, fet de rajola i emmarcament esgrafiat, amb el lema Facta non verba. El coronament és mixtilini. El conjunt mostra diverses ampliacions.

## Història
La primera casa de la vila de Cerdanyola del Vallès va instal·lar-se en una casa del carrer de Sant Ramon nº 57, bastida durant la segona meitat del segle xix. Posteriorment, l'any 1922, es va construir el nou edifici de l'Ajuntament.